# Мартич, Петра
Петра Мартич (хорв. Petra Martić; род. 19 января 1991, Сплит, Югославия) — хорватская теннисистка; победительница двух турниров WTA в одиночном разряде.

## Общая информация
Родителей Петры зовут Ведран и Сандра.
Мартич в теннисе с пяти лет; её любимое покрытие — хард, лучший удар — подача.

## Спортивная карьера

### Начало карьеры
Хорватка с юниорских лет показывала относительно высокие результаты: в соревнованиях среди спортсменок в возрастной группе до 18 лет она занимала 26-ю строчку в рейтинге, побеждала на турнирах категории G1 и доходила до четвертьфиналов на турнирах Большого шлема и на Orange Bowl в одиночном разряде. Также Петра неоднократно призывалась в национальную сборную в юниорском Кубке Федерации. Очень рано — уже в 14 лет — Мартич начала участвовать во взрослых соревнованиях. На первом же турнире хорватке удалось выиграть сразу два матча. Более-менее регулярные игры во взрослом туре начинаются в 2006 году. Благодаря специальным приглашениям Петра, не имея рейтинга, получает возможность играть достаточно крупные турниры и постепенно улучшает игру и поднимается по одиночной классификации. Дебют в WTA-туре состоялся в марте 2007 года на престижном турнире в Майами. В октябре 2007 года, достигнув финала на 25-тысячнике цикла ITF в Джерси, Мартич впервые вошла в число четырёхсот сильнейших теннисисток мира.
В феврале 2008 года она дебютировала в составе сборную Хорватии в розыгрыше Кубка Федерации. В июле 2008 года Петра, будучи 371-й ракеткой мира, выиграла свой первый взрослый титул, завоевав главный приз 75-тысячника в Загребе. Следом хорватка дошла до четвертьфинала турнира WTA в Портороже, по пути впервые обыграв теннисистку из топ-100 (во втором круге удалось одолеть 64-ю ракетку мира Клару Закопалову). Благодаря этим результатам Мартич впервые вошла в топ-200.
В 2009 году хорватка с третьей попытки пробилась в основу турнира Большого шлема, преодолев квалификацию на Открытый чемпионат Франции. Сразу же ей удалось выиграть и первый матч в основе, сломив сопротивление Мары Сантанджело. Позже Петра добилась двух четвертьфиналов на турнирах в Будапеште и Портороже, а затем Петра второй раз подряд из квалификации пробилась во второй раунд основы на турнире Большого шлема (на Открытый чемпионат США). Осенью серия завершилась титулом на 100-тысячнике ITF в Пьемонте и полуфиналом аналогичного турнира в Болгарии. Все эти результаты позволили Матрич к октябрю войти в топ-100. В этот же период пришли первые успехи в парном разряде. На грунтовых соревнованиях хорватка несколько раз дошла до полуфиналов и дважды прорвалась в решающий матч: в мае (в паре с Айлой Томлянович) был выигран 50-тысячник в Загребе, а в сентябре (вместе с Полоной Херцог) хорватка сыграла в финале 100-тысячника в Софии.

### 2010—2012

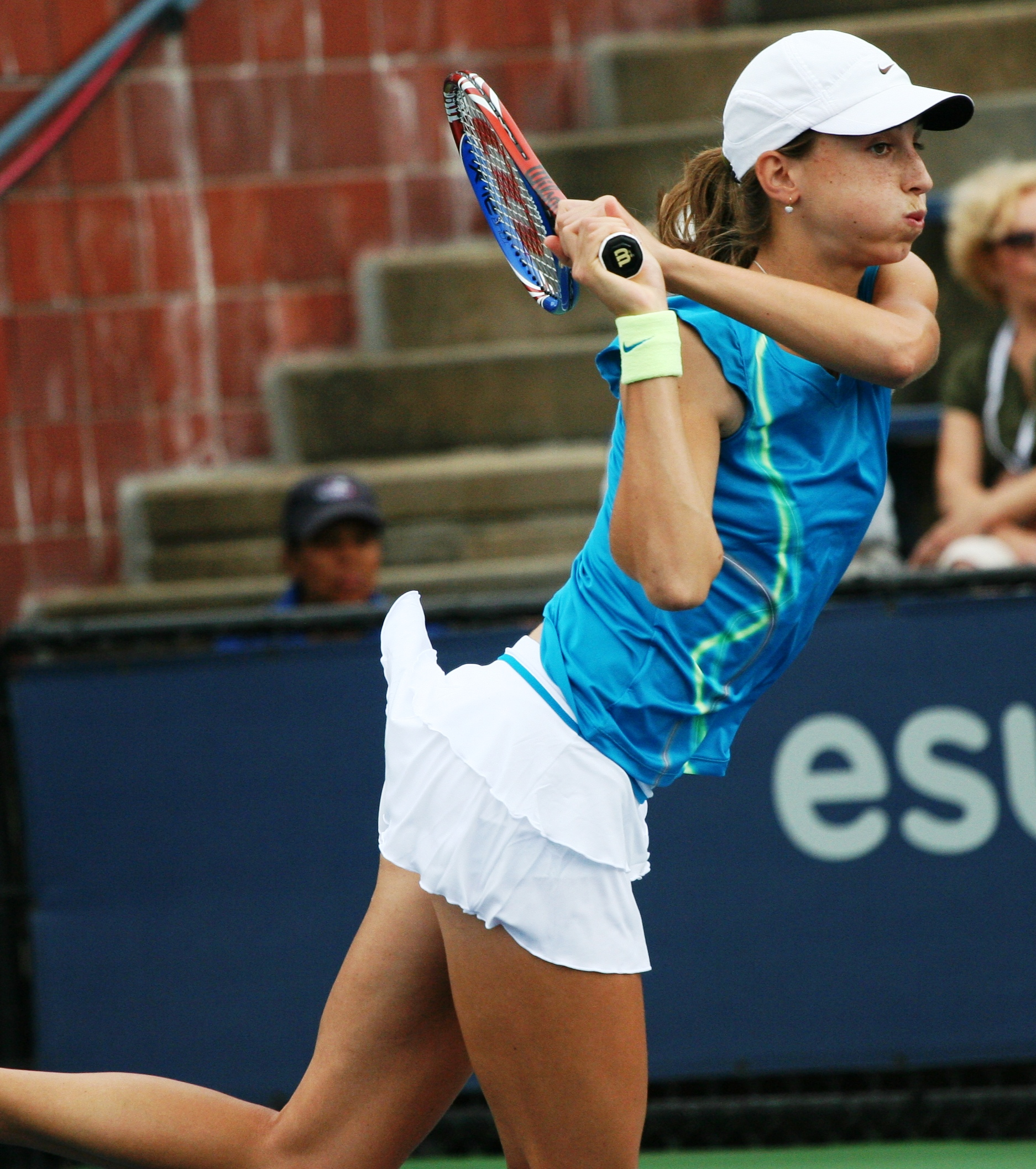
Мартич на Открытом чемпионате США 2010 года

Притирка к стабильно другому уровню соперниц проходила в 2010 году с переменным успехом: периодически удавалось выигрывать на одном турнире по 2-3 матча, но чаще хорватка заканчивала соревнования уже после первого матча, причём подобные ранние проигрыши случались вне зависимости от рейтинга соперницы. Во второй половине того года, когда пришло время защищать прошлогодние достижения, Мартич постепенно стала проваливаться в рейтинге, завершив сезон вне топ-140 одиночного рейтинга. В этом же году уроженка Сплита смогла отметиться неплохим результатом на парном турнире Большого шлема. Сыгранный дуэт Мартич / Херцог дошёл до третьего раунда Открытого чемпионата США, обыграв по ходу сильную пару Клейбанова / Макарова. Преодолев кризис в своей игре, хорватка в 2011 году постепенно вернулась на свои позиции двухлетней давности: серия стабильных результатов, завершившаяся в феврале полуфиналом соревнования WTA в Боготе, вернула Петру в топ-100. Весенняя часть сезона прошла без особых успехов, а летом Мартич стала вновь показывать высокие результаты: сначала отметившись в полуфинале турнира в Копенгагене, а дойдя до второго круга Уимблдона и позже из квалификации в Торонто, а также третьего раунда в Цинциннати. Осенью был добыт четвертьфинал на турнире в Гуанчжоу. Все эти достижения позволили хорватке завершить год в топ-50.
В феврале 2012 года Петра впервые вышла в финал WTA в парном разряде. Дуэт Грёнефельд / Мартич уступил в борьбе за финала турнира Премьер категории паре Хубер / Реймонд. Чуть позже пришёл первый финал одиночного турнира WTA: в начале марта, на соревновании в Куала-Лумпуре, Петра пробилась в решающий матч, но из-за слишком сложного графика последних матчей (по ходу игровой недели периодически шли дожди) не доиграла матч за титул против Се Шувэй — 6-2, 5-7, 1-4. В апреле Мартич смогла выйти в полуфинал турнира в Копенгагене, а в мае в четвертьфинал в Будапеште. На Открытом чемпионате Франции Петра впервые прошла в четвёртый круг турнира серии Большого шлема, обыграв по ходу Михаэллу Крайчек, впервые в карьере теннисистку из топ-10 Марион Бартоли и Анабель Медину Гарригес. Летом, из-за проблем со здоровьем, Мартич провела лишь три турнира. В парном разряде, в начале июня — вместе с Грёнефельд, удалось добыть финал турнира в Бадгастайне. Осенью к ней постепенно стала возвращаться к форма, Петра дважды дошла до третьих кругов соревнований WTA и отметилась победами над Петрой Квитовой и Сораной Кырстей.

### 2013—2016
В начале сезона-2013 Мартич вновь мучали локальные проблемы с готовностью: свой первый матч в одиночном разряде Петра выиграла лишь в апреле — на турнире в Катовице, где прошла в четвертьфинал. Несколько удачнее были парные соревнования: в середине апреля, вместе с Кристиной Младенович Мартич дошла до финала турнира в WTA в Марракеше, а следом в мае сыграла в четвертьфинале крупного приза в Риме в дуэте с Андреей Главачковой. К Ролан Гаррос хорватка с трудом удерживалась в топ-200. В начале июня — со стартом серии травяных турниров — рейтинговое падение удалось замедлить: Петра выиграла 75-тысячник цикла ITF в Ноттингеме, переиграв в титульном матче Каролину Плишкову. Следом — на Уимблдоне — хорватка пробилась в третий круг как в одиночном, так и в парном разряде: причём в одиночном разряде Мартич лишь воспользовалась удачной сеткой, а в паре Петра и Эжени Бушар переиграли для этого весьма сильную пару Кара Блэк / Марина Эракович.
Отрезок сезона с июля по октябрь прошёл без сколько-нибудь заметных успехов, что привело к перестановкам в тренерском штабе. Ход себя мало оправдал и в 2014 году падение продолжилось — к концу 2014 года хорватка с трудом удержалась во второй сотне одиночного рейтинга, всё более насыщая свой календарь соревнованиями тура ITF, где, впрочем, её успехи были также крайне невелики. В паре качество результатов также упало, но Мартич смогла сохранить своё место в первой сотне рейтинга.
2015 год Мартич также провела невзрачно. Проблески в результатах стали появляться в 2016 году. В феврале она впервые за долгое время дошла до полуфинала в Туре — на турнире в Рио-де-Жанейро. В начале марта Петра сыграла в парном финале турнира в Монтеррее в тандеме с Марией Санчес. В июне она выиграла парный приз турнира младшей серии WTA 125K в Боле в партнёрстве с Ксенией Кнолль. Травмы не позволили Мартич продолжить путь наверх. В июле она провела последний турнир в сезоне и вернулась на корт только в апреле 2017 года.

### 2017—2020

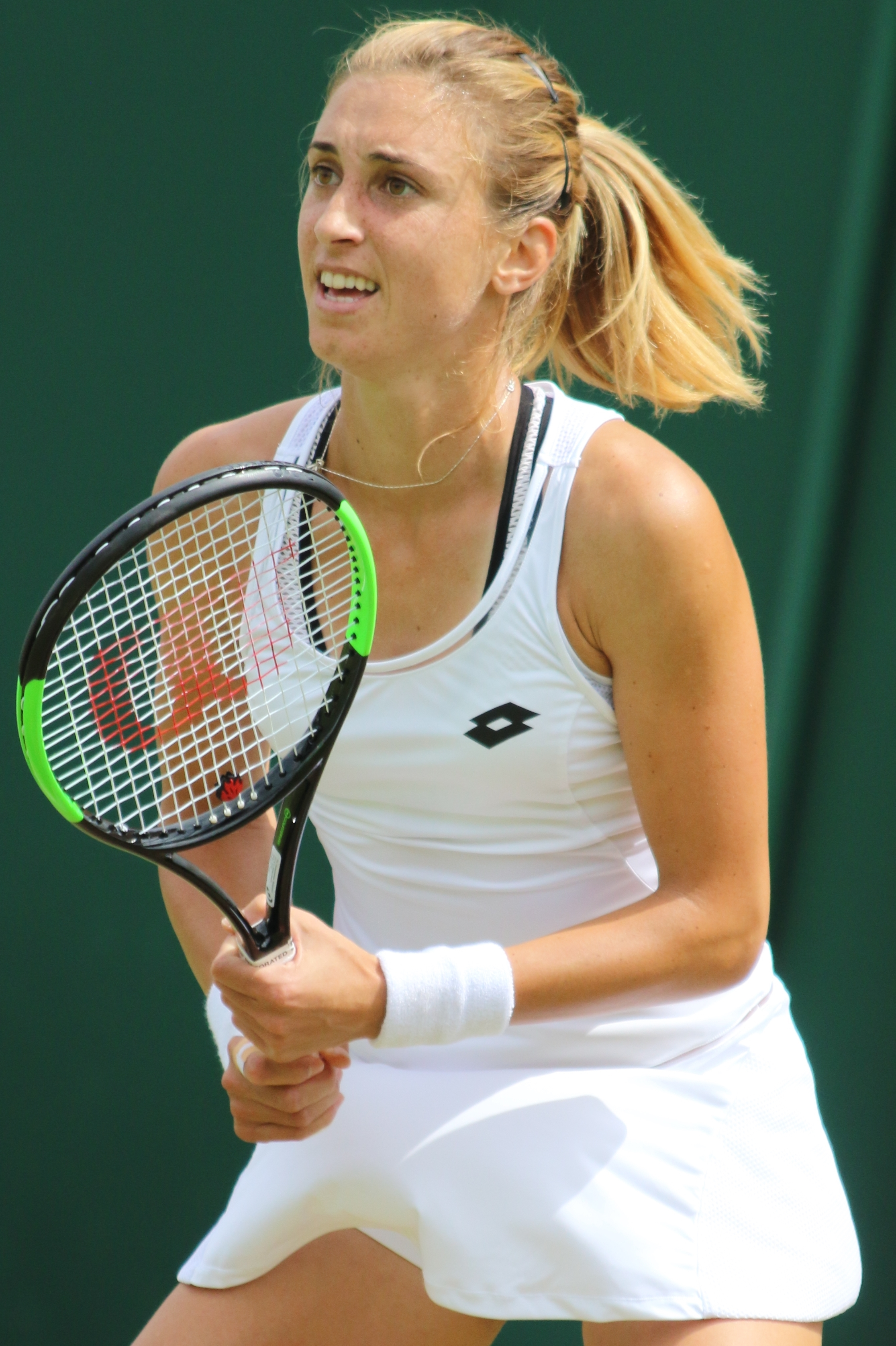
Мартич на Уимблдонском турнире 2017 года

Вернувшись спустя десять месяцев восстановления после травмы, Мартич под руководством Саши Ненсела и Александра Васке одержала несколько побед на мелких грунтовых турнирах серии ITF, что позволило ей закрепиться в третьей сотне. Затем, используя специальный рейтинг, она попала в квалификацию Ролан Гаррос. Успешно пройдя отбор, Петра смогла повторить свой лучший результат на Турнирах Большого Шлема — выйти в четвёртый круг. За выход в четвертьфинал хорватка боролась с Элиной Свитолиной, но, ведя 5-2 в решающем сете, в итоге не смогла переиграть свою соперницу.
Уже на следующем турнире Большого Шлема, Уимблдоне, Петра повторила результат Ролан Гаррос, вновь доходя до 4 раунда, начав с квалификации. В борьбе за 1/4 финала она в тяжелом поединке уступила будущей полуфиналистке Магдалене Рыбариковой. После Уимблдона Петра впервые за четыре года возвращается в топ-100. Проведя всего шесть турниров, она поднимается более чем на 600 позиций и становится 89.
На Открытом чемпионате Австралии 2018 года Петра Мартич достигла для себя наивысшего результата в карьере на кортах Мельбурна сыграв в четвёртом круге. В середине февраля на турнире в Будапеште она смогла дойти до четвертьфинала, в котором уступила теннисистке из квалификации Виктории Кужмовой из Словакии. На крупном турнире в Индиан-Уэлсе, в первой половине марта, Петра успешно выступила и дошла до четвертьфинала, в котором уступила первой ракетке турнира Симоне Халеп из Румынии. По ходу соревнований хорватка переиграла в том числе Барбору Стрыцову и № 6 в мире Елену Остапенко. После этого турнира хорватка поднялась в рейтинге в топ-50.
В июле Мартич дошла до второго в карьере одиночного финала WTA на турнире в Бухаресте, в котором проиграла Анастасии Севастовой из Латвии — 6-7(4), 2-6. В сентябре она выиграла турнир младшей серии WTA 125K в Чикаго (США), обыграв в финале Мону Бартель. До конца сезона Петра дважды выходила в четвертьфинал на турнирах в Квебеке и Тяньцзине.
2019 год стал самым успешным в карьере хорватской теннисистки. На Открытом чемпионате Австралии она добралась до третьего раунда. В апреле 2019 года Петра участвовала в турнире WTA в Чарлстоне, где дошла до полуфинала, но проиграла теннисистке из Дании Каролин Возняцки в двух сетах: 6-3, 6-4. На следующем турнире в Стамбуле Мартич дошла до финала, где обыграла теннисистку из Чехии Маркету Вондроушову со счётом 1-6, 6-4, 6-1. Таким образом, она выиграла свой первый титул в WTA-туре. В мае на турнире высшей категории в Мадриде Мартич вышла в четвертьфинал. На Открытом чемпионате Франции в матче третьего раунда она смогла обыграть вторую ракетку мира Каролину Плишкову — 6-3, 6-3. Затем Петра переиграла Кайю Канепи и впервые оформила выход в четвертьфинал Большого шлема.
В июне 2019 года на травяном турнире в Бирмингеме Мартич смогла выйти в полуфинал. На Уимблдонском турнире у неё получилось дойти до четвёртого раунда и после него Петра впервые поднялась в топ-20 мирового рейтинга. На Открытом чемпионате США она также доиграла до четвёртого раунде, где проиграла американке Серене Уильямс в двух сетах. В сентябре Мартич продолжила успешную серию и смогла выйти в финал турнира в Чжэнчжоу, в котором проиграла Каролине Плишковой — 3-6, 2-6. На турнире серии Премьер 5 в Ухане она вышла в четвертьфинал. По итогам сезона Петра смогла отобраться на второй по значимости Итоговой турнир — Трофей элиты WTA, где не смогла выйти из группы. Закончила год она на 15-м месте.
В январе 2020 года Мартич поднялась на самую высокую в своей карьере — 14-ю позицию одиночного рейтинга. В феврале она вышла в полуфинал турнира в Дубае. Первым турниром после перерыва в сезоне стало соревнование в Палермо в августе, на котором Мартич вышла в полуфинал. На Открытом чемпионате США она вышла в четвёртый раунд. Осенью на Ролан Гаррос она вышла в третий раунд.

## Итоговое место в рейтинге WTA по годам
| Год  | Одиночный рейтинг | Парный рейтинг |
| 2023 | 40                | 1225           |
| 2022 | 39                | 177            |
| 2021 | 54                | 78             |
| 2020 | 18                | 301            |
| 2019 | 15                | 154            |
| 2018 | 32                | 263            |
| 2017 | 89                | 600            |
| 2016 | 266               | 182            |
| 2015 | 144               | 101            |
| 2014 | 179               | 97             |
| 2013 | 116               | 83             |
| 2012 | 59                | 58             |
| 2011 | 49                | 97             |
| 2010 | 144               | 86             |
| 2009 | 84                | 139            |
| 2008 | 214               |                |
| 2007 | 325               |                |

## Выступления на турнирах

### Финалы турнировWTAв одиночном разряде (6)

#### Победы (2)
| Легенда:                                   |
| ------------------------------------------ |
| Турниры Большого шлема (0)*                |
| Олимпиада (0)                              |
| Итоговый турнир WTA (0)                    |
| Premier Mandatory / WTA 1000 Mandatory (0) |
| Premier 5 / WTA 1000 (0)                   |
| Premier / WTA 500 (0)                      |
| International / WTA 250 (2)                |

| Титулы по покрытиям | Титулы по месту проведения матчей турнира |
| ------------------- | ----------------------------------------- |
| Хард (0)*           | Зал (0)                                   |
| Грунт (2)           | Зал (0)                                   |
| Трава (0)           | Открытый воздух (2)                       |
| Ковёр (0)           | Открытый воздух (2)                       |

* количество побед в одиночном разряде.
| №  | Дата           | Турнир             | Покрытие | Соперница в финале  | Счёт        |
| 1. | 28 апреля 2019 | Стамбул, Турция    | Грунт    | Маркета Вондроушова | 1-6 6-4 6-1 |
| 2. | 17 июля 2022   | Лозанна, Швейцария | Грунт    | Ольга Данилович     | 6-4 6-2     |

#### Поражения (4)
| №  | Дата             | Турнир                 | Покрытие   | Соперница в финале  | Счёт                |
| 1. | 4 марта 2012     | Куала-Лумпур, Малайзия | Хард       | Се Шувэй            | 6-2 5-7 1-4 — отказ |
| 2. | 22 июля 2018     | Бухарест, Румыния      | Грунт      | Анастасия Севастова | 6-7(4) 2-6          |
| 3. | 15 сентября 2019 | Чжэнчжоу, Китай        | Хард       | Каролина Плишкова   | 3-6 2-6             |
| 4. | 12 февраля 2023  | Линц, Австрия          | Хард (зал) | Анастасия Потапова  | 3-6 1-6             |

### Финалы турнировWTA 125иITFв одиночном разряде (8)

#### Победы (5)
| Легенда:                    |
| --------------------------- |
| WTA 125 (1+1)*              |
| 100.000 USD (1+1)           |
| 80.000 (75.000)** USD (2+1) |
| 60.000 (50.000)** USD (0+3) |
| 25.000 USD (1)              |
| 15.000 (10.000)** USD (0)   |

* призовой фонд до 2017 года
| Титулы по покрытиям | Титулы по месту проведения матчей турнира |
| ------------------- | ----------------------------------------- |
| Хард (1+3)*         | Зал (0)                                   |
| Грунт (3+3)         | Зал (0)                                   |
| Трава (1)           | Открытый воздух (5+6)                     |
| Ковёр (0)           | Открытый воздух (5+6)                     |

* количество побед в одиночном разряде + количество побед в парном разряде.
| №  | Дата            | Турнир                    | Покрытие | Соперница в финале   | Счёт        |
| 1. | 7 июля 2008     | Загреб, Хорватия          | Грунт    | Ивонн Мойсбургер     | 6-2 2-6 6-2 |
| 2. | 7 сентября 2009 | Бьелла, Италия            | Грунт    | Шэрон Фичмен         | 7-5 6-4     |
| 3. | 10 июня 2013    | Ноттингем, Великобритания | Трава    | Каролина Плишкова    | 6-3 6-3     |
| 4. | 9 апреля 2017   | Пула, Италия              | Грунт    | Катинка фон Дайхманн | 6-4 7-5     |
| 5. | 9 сентября 2018 | Чикаго, США               | Хард     | Мона Бартель         | 6-4 6-1     |

#### Поражения (3)
| №  | Дата           | Турнир             | Покрытие   | Соперница в финале   | Счёт           |
| 1. | 8 октября 2007 | Джерси             | Хард (зал) | Сабина Лисицки       | 3-6 4-6        |
| 2. | 9 ноября 2014  | Кэптива, США       | Хард       | Эдина Галловиц-Холл  | 2-6 2-6        |
| 3. | 7 мая 2017     | Висбаден, Германия | Грунт      | Катинка фон Дайхманн | 6-4 4-6 6-7(7) |

### Финалы турнировWTAв парном разряде (4)

#### Поражения (4)
| №  | Дата            | Турнир              | Покрытие   | Партнёрша            | Соперницы в финале                            | Счёт              |
| 1. | 12 февраля 2012 | Париж, Франция      | Хард (зал) | Анна-Лена Грёнефельд | Лиза Реймонд Лизель Хубер                     | 6-7(3) 1-6        |
| 2. | 17 июня 2012    | Бадгастайн, Австрия | Грунт      | Анна-Лена Грёнефельд | Юлия Гёргес Джилл Крейбас                     | 7-6(4) 4-6 [9-11] |
| 3. | 28 апреля 2013  | Марракеш, Марокко   | Грунт      | Кристина Младенович  | Тимея Бабош Мэнди Минелла                     | 3-6 1-6           |
| 4. | 6 марта 2016    | Монтеррей, Мексика  | Хард       | Мария Санчес         | Анабель Медина Гарригес Аранча Парра Сантонха | 6-4 5-7 [7-10]    |

### Финалы турнировWTA 125иITFв парном разряде (9)

#### Победы (6)
| №  | Дата            | Турнир                | Покрытие | Партнёрша            | Соперницы в финале                    | Счёт              |
| 1. | 4 мая 2009      | Загреб, Хорватия      | Грунт    | Айла Томлянович      | Ксения Милевская Анастасия Пивоварова | 6-3 6-7(4) [10-5] |
| 2. | 17 декабря 2010 | Дубай, ОАЭ            | Хард     | Юлия Гёргес          | Саня Мирза Владимира Углиржова        | 6-4 7-6(7)        |
| 3. | 8 мая 2011      | Кань-сюр-Мер, Франция | Грунт    | Анна-Лена Грёнефельд | Рената Ворачова Дарья Юрак            | 1-6 6-2 [11-9]    |
| 4. | 19 октября 2014 | Тампико, Мексика      | Хард     | Мария Санчес         | Катерина Бондаренко Валерия Савиных   | 3-6 6-3 [10-2]    |
| 5. | 7 февраля 2015  | Берни, Австралия      | Хард     | Ирина Фалькони       | Дзюнри Намигата Хань Синьюнь          | 6-2 6-4           |
| 6. | 5 июня 2016     | Бол, Хорватия         | Грунт    | Ксения Кнолль        | Ралука Олару Ипек Сойлу               | 6-3 6-2           |

#### Поражения (3)
| №  | Дата             | Турнир           | Покрытие | Партнёрша         | Соперницы в финале                   | Счёт       |
| 1. | 14 сентября 2009 | София, Болгария  | Грунт    | Полона Херцог     | Тимея Бачински Татьяна Гарбин        | 2-6 6-7(4) |
| 2. | 2 октября 2010   | Афины, Греция    | Хард     | Элени Данилиду    | Виталия Дьяченко Ипек Шеноглу        | Без игры   |
| 3. | 9 мая 2015       | Трнава, Словакия | Грунт    | Александра Крунич | Юлия Бейгельзимер Маргарита Гаспарян | 3-6 2-6    |

## История выступлений на турнирах
По состоянию на 1 апреля 2024 года
Для того, чтобы предотвратить неразбериху и удваивание счета, информация в этой таблице корректируется только по окончании участия там данного игрока.
| Турнир                       | 2008          | 2009          | 2010          | 2011          | 2012          | 2013          | 2014          | 2015  | 2016  | 2017  | 2018  | 2019   | 2020          | 2021          | 2022          | 2023  | 2024  | Итог   | В/П за карьеру |
| ---------------------------- | ------------- | ------------- | ------------- | ------------- | ------------- | ------------- | ------------- | ----- | ----- | ----- | ----- | ------ | ------------- | ------------- | ------------- | ----- | ----- | ------ | -------------- |
| Турниры Большого шлема       |               |               |               |               |               |               |               |       |       |       |       |        |               |               |               |       |       |        |                |
| Открытый чемпионат Австралии | -             | К             | 1Р            | 2Р            | 1Р            | 1Р            | 1Р            | 1Р    | К     | -     | 4Р    | 3Р     | 2Р            | 1Р            | 1Р            | 2Р    | 1Р    | 0 / 13 | 8-13           |
| Открытый чемпионат Франции   | -             | 2Р            | 1Р            | К             | 4Р            | 1Р            | 1Р            | 1Р    | К     | 4Р    | 2Р    | 1/4    | 3Р            | 1Р            | 1Р            | 2Р    |       | 0 / 13 | 15-13          |
| Уимблдонский турнир          | -             | -             | 2Р            | 2Р            | 1Р            | 3Р            | 1Р            | К     | К     | 4Р    | 1Р    | 4Р     | НП            | 2Р            | 4Р            | 3Р    |       | 0 / 11 | 16-10          |
| Открытый чемпионат США       | К             | 2Р            | 1Р            | 2Р            | 1Р            | -             | К             | К     | -     | 1Р    | 1Р    | 4Р     | 4Р            | 2Р            | 3Р            | 2Р    |       | 0 / 11 | 12-11          |
| Итог                         | 0 / 0         | 0 / 2         | 0 / 4         | 0 / 3         | 0 / 4         | 0 / 3         | 0 / 3         | 0 / 2 | 0 / 0 | 0 / 3 | 0 / 4 | 0 / 4  | 0 / 3         | 0 / 4         | 0 / 4         | 0 / 4 | 0 / 1 | 0 / 48 |                |
| В/П в сезоне                 | 0-0           | 2-2           | 1-3           | 3-3           | 3-4           | 2-3           | 0-3           | 0-2   | 0-0   | 6-3   | 4-4   | 12-4   | 6-3           | 2-4           | 5-4           | 5-4   | 0-1   |        | 51-47          |
| Итоговые турниры             |               |               |               |               |               |               |               |       |       |       |       |        |               |               |               |       |       |        |                |
| Трофей элиты WTA             | Не проводился | Не проводился | Не проводился | Не проводился | Не проводился | Не проводился | Не проводился | -     | -     | -     | -     | Группа | Не проводился | Не проводился | Не проводился | -     |       | 0 / 1  | 1-1            |

К — проигрыш в квалификационном турнире.